# OGLE-TR-211
OGLE-TR-211은 용골자리에 있는 항성으로, 지구에서 관측할 때 자신의 표면과 관측자의 시선 사이를 지나가는 외계 행성을 거느리고 있다.
OGLE-TR-211b는 목성보다 약간 큰 질량을 갖고 있는 외계 행성이다. 이 행성의 반지름은 목성보다 20퍼센트 정도 더 크며, 전형적인 뜨거운 목성으로 생각된다. 이 행성은 어머니 항성을 3.7일에 한 바퀴 돌며, 어머니 항성에서 떨어진 거리는 페가수스자리 51b가 페가수스자리 51에서 떨어져 있는 거리와 비슷하다.

## 같이 보기
- OGLE-TR-182

## 참고 문헌
- Udalski & Pont;  외. (2007년 11월). “OGLE-TR-211 - a new transiting inflated hot Jupiter from the OGLE survey and ESO LP666 spectroscopic follow-up program”. 《Astrophysics》. 2007년 12월 7일에 확인함.